# Evadarea din trup (2004)
Evadarea din trup este un film românesc din 2004 regizat de Laurențiu Damian.

## Distribuție
Distribuția filmului este alcătuită din:
- Adrian Pintea — voce comentariu
- Liliana Iorgulescu — dansatoare